# シャン州
シャン州（シャンしゅう、シャン語: မိူင်းတႆး、/məŋ˥ taj˥/、ビルマ語: ရှမ်းပြည်နယ်、発音 [ʃáɰ̃ pjìnɛ̀]）はミャンマーの行政区画である。北は中国（雲南省）、東はラオス（ルアンナムター県とボーケーオ県）、南はタイ（チエンラーイ県、チエンマイ県、メーホンソーン県）に接する。シャン州は、14の行政区画の中で面積にして最大であり、ミャンマーの総面積の4分の1に当たる155,800 km2を占める。州の名前はシャン族に由来しており、同州においてシャン族は多数派である。シャン州はほぼ農村地帯であり、ラーショー、チャイントン、そして州都のタウンジーを除けば大都市は存在しない。州都タウンジーは首都ネピドーの北東150.7 kmに位置する。
シャン州には多くのエスニックグループが居住しており、シャン州軍 (南)、シャン州軍 (北)、ワ州連合軍など複数の少数民族武装組織が拠点を置いている。軍事政権はほとんどの組織と停戦協定を締結しているが、サルウィン川以東など広大な地域が中央政府の支配外にあり、近年、中国系住民の経済的、政治的影響を強く受けている。
国連薬物犯罪事務所（UNODC）のデータによると、シャン州はミャンマーで最もアヘンを生産する地域だが、近年生産は減少している。

## 名称と語源
モンタイ（シャン語: မိူင်းတႆး、/məŋ˥ taj˥/）は、タイ族によるシャン州のエンドニムであり、ミャンマーのタイ族が住むシャン州以外の地域にも使用される用語である。モン(シャン語: မိူင်း、/məŋ˥/）はシャン語で「クニ」を意味し、他国の呼称としてもに使用される。例えば、モンマーン（シャン語: မိူင်းမၢၼ်ႈ、/məŋ˥ maːn˧/）はミャンマーを指す。
シャンピー(ビルマ語: ရှမ်းပြည်、ビルマ語発音: [ʃáɰ̃ pjì])は、タイ中部の旧名である「シャム」のビルマ語に由来する。ピー（ビルマ語: ပြည်、ビルマ語発音: [pjì]）は「クニ」を意味するビルマ語であり、シャンピーは「シャンのクニ」と訳することができる。英語ではShan State、ビルマ語の文語ではシャンピーネーと呼称されるが、口語ではしばしばネーが脱落する。

## 歴史

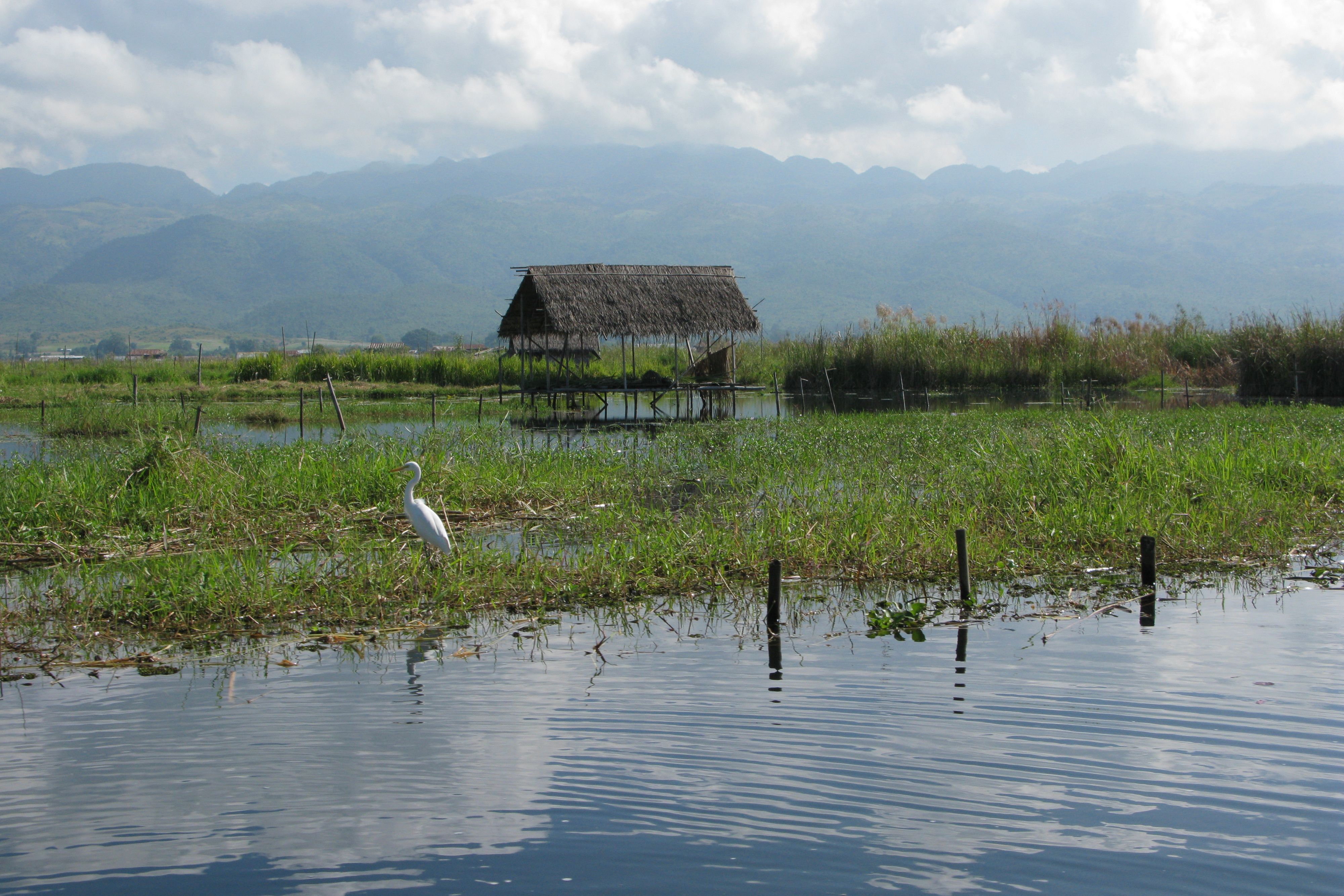
インレー湖

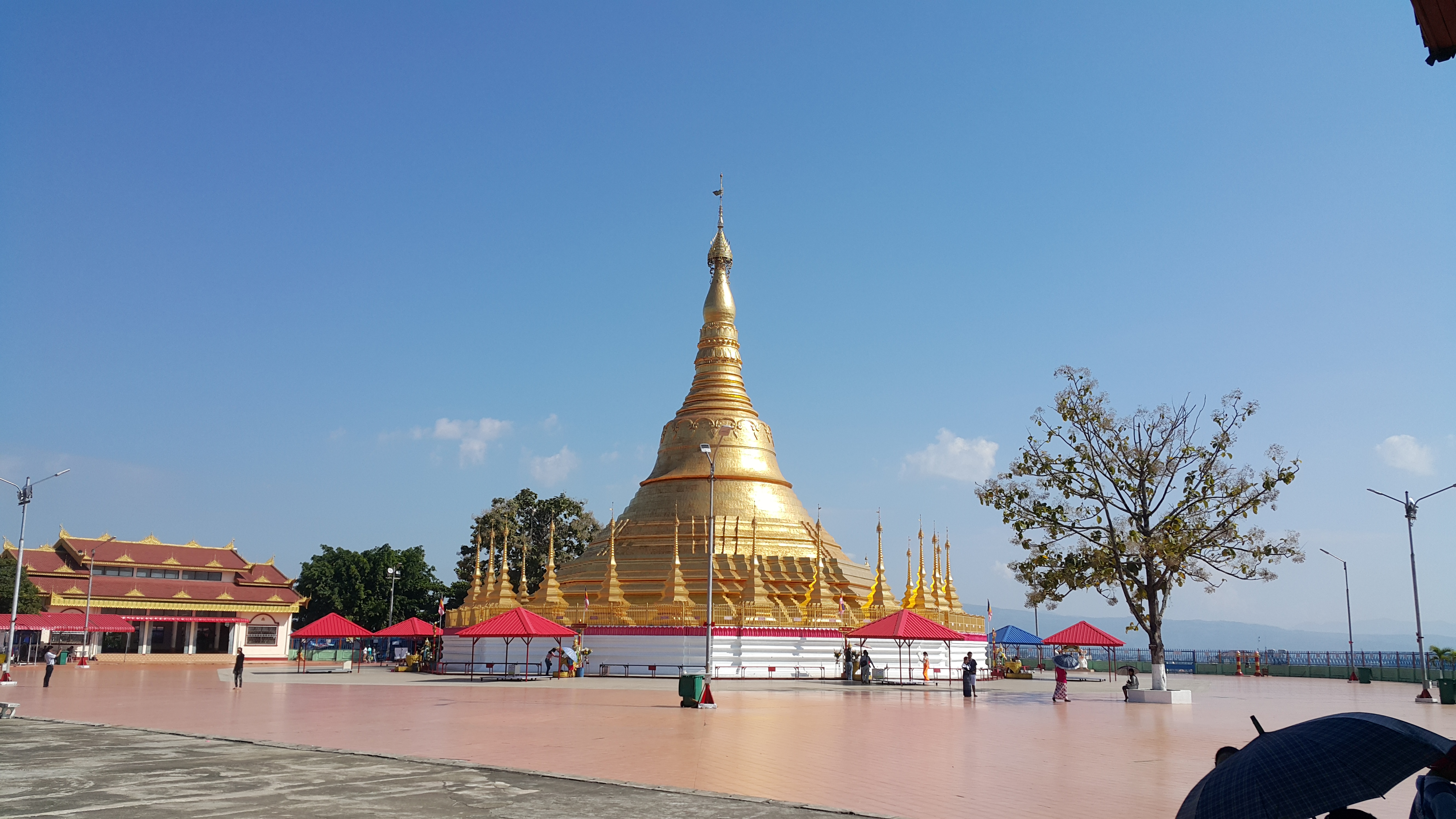
シャン州・タチレクのパゴダ

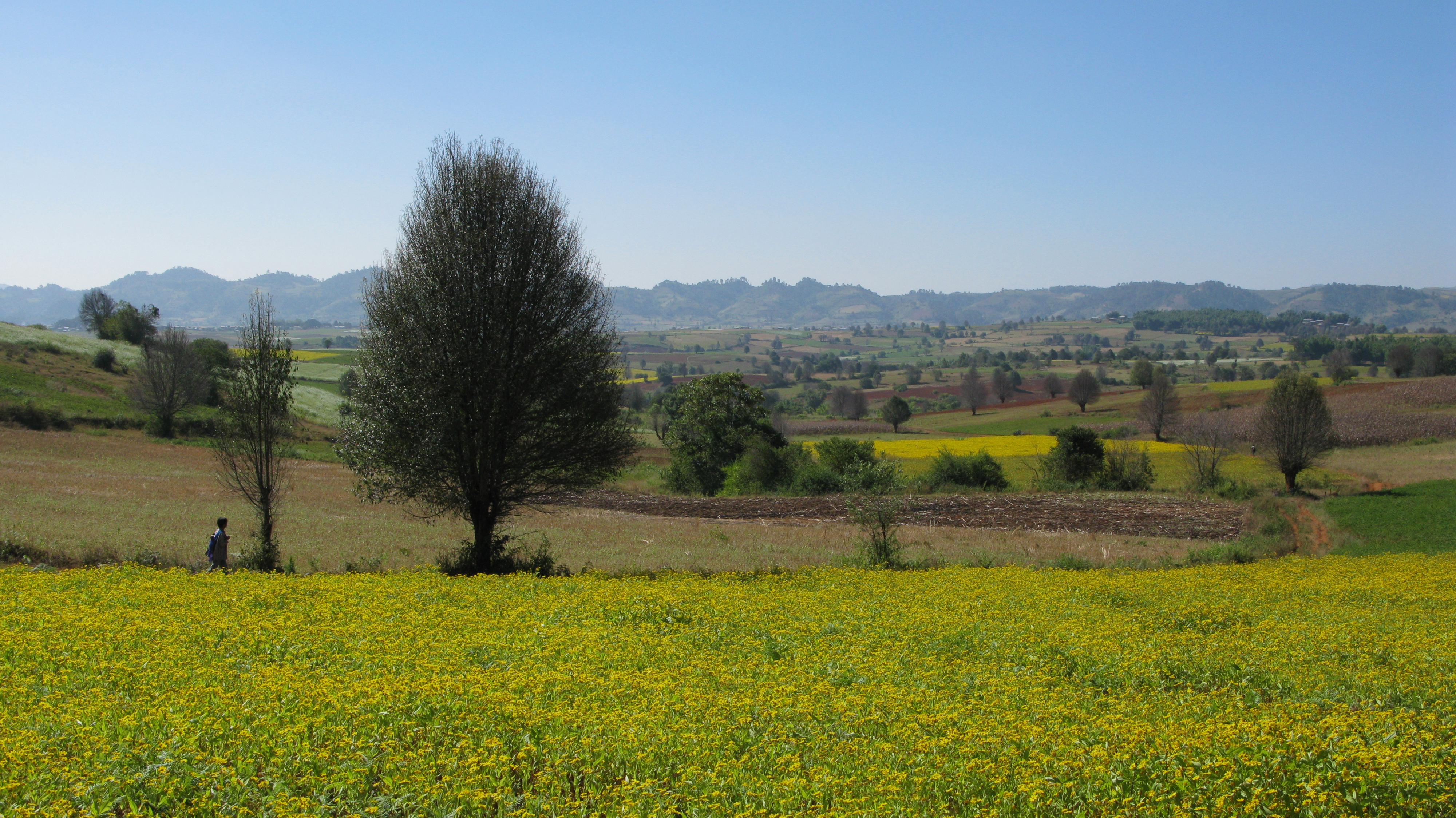
シャン州西部の丘陵地帯

シャン州は、エーヤワディー川流域のビルマ人王国の支配下にあったシャン諸邦を継承したものである。
歴史的に、タイ族国家はビルマのシャン諸邦以外に、北西部のアーホームから東部のラーンサーン、南東部のラーンナー、アユタヤといった巨大な王国が存在した。また、その中間にある現在のチン州北部、ザガイン地方域北部、カチン州、カヤー州、ラオス、タイ、中国雲南省南西部にもタイ族の諸邦が広がっていた。シャン諸邦の定義には、13世紀から16世紀のアヴァ王朝とペグー王朝は含まれていないが、これらの王国の創始者はそれぞれビルマ化したシャン族とモン化したシャン族であった。

## 地理
- ミャンマーの東部に位置し、カチン州、ザガイン地方域、マンダレー地方域、カレン州、カヤー州、中華人民共和国の雲南省、ラオス（ボーケーオ県、ルアンナムター県）、タイ王国（メーホンソーン県、チエンマイ県、チエンラーイ県）と接する。
- ミャンマー東部からタイ北部にかけてのシャン丘陵（英語版）のなかで、シャン州の領域は特にディーン・ラーオ山系（英語版）と呼ばれ、東にメコン川、西にサルウィン川が流れている。
- シャン高原（英語版）では、ルビー・サファイアなどの宝石類が採れる。サルウィン川周辺も、鉛・銀などの主要な供給源である。

## 行政区画
11県、4自治区、1自治管区を管轄する。
県
1. タウンジー県（英語版） 州都タウンジーの所在地。高速5号線（英語版）が東部のホーポン（英語版）からバゴー地方域タウングーまで伸びている。ニャウンシェから運河でインレー湖に通じている。カローはイギリス植民地時代に避暑地である。
2. ロイレン県（英語版） 主要都市はモンパン（英語版）。国道45号線の沿線。
3. ラーショー県（英語版） ミャンマー鉄道がマンダレーからラーショーまで来ている。第二次世界大戦中、ビルマ公路（ラーショー・昆明）が建設された。
4. ムセ県 ムセ北部を流れるシュウェリ川（英語版）の橋を北に渡り瑞麗口岸で入国手続きをすれば中国雲南省徳宏タイ族チンポー族自治州瑞麗市へ入国出来る。ムーセーは、第二次大戦中に出来たビルマ公路とレド公路の合流地点であった。瑞麗市でG320国道に接続して昆明へ伸びている。中国からミャンマー軍事政権への武器輸出経路である。G320国道は事故が多いことで知られている。ムーセーは高速3号線（英語版）の終点で、ラーショーを経由してマンダレーに至る。
5. チャウメー県（英語版）
6. クンロン県（英語版） 高速3号線（英語版）沿線のセンウィー（英語版）から国道34号線に接続し、ホーパンで雲南省臨滄市耿馬タイ族ワ族自治県に入国できるようになる計画(重点国境経済協力区域「耿馬（孟定）国境経済協力区域」)がある。
7. チャイントン県（英語版） チャイントンが高速4号線（英語版）の沿線にある。アジアハイウェイ3号線に接続し国境のモンラーから中国雲南省勐海県打洛口岸に入国出来る。
8. モンサッ県（英語版）
9. タチレク県（英語版） タチレクからサーイ川（英語版）を南に渡ると、タイ王国のチエンラーイ県メーサーイ郡に入国出来る。第二次世界大戦後、麻薬王「クン・サ」が根拠地とした「黄金の三角地帯」はこの一帯を含む。高速4号線（英語版）が西のマンダレー地方域メイッティーラまで伸びており、ホーポン（英語版）で高速5号線（英語版）に接続し、バゴー地方域タウングーまで伸びている。メイッティーラで高速1号線（英語版）と接続しており、ヤンゴンまで伸びている。ケンラプ（タイ語版）（英: Keng Lap）はClement VismaraのRoman Catholic Diocese of Kengtungで知られている。
10. モンパヤッ県（英語版）
11. ランコー県（英語版）

自治区
1. ダヌ自治区
2. パーオ自治区
  1. ホーパン県（英語版） 2011年9月に新設された県。
3. パラウン自治区
4. コーカン自治区 - 漢民族(コーカン族)の集住地区。コーカン族で構成されるミャンマー民族民主同盟軍(MNDAA)と呼ばれる組織が支配地域を形成しており、ケシの栽培問題が発生している。2009年には銃撃戦となったコーカン事件（英語版）が発生した。

自治管区
1. ワ自治管区 - ワ州を参照。

## シャン州歌
バニャン医師が作曲したシャン州歌（シャン語: ၵႂၢမ်းၸိူဝ်ႉၸၢတ်ႈတႆး、IPA: [kwaːm˥ tsə̰˥˩ tsaːt˧ taj˥]、Kwam Jue Jaat Tai）は1947年2月11日に正式にシャン州歌として制定された。
| シャン語歌詞:                                              | IPA | 英語翻訳: | 日本語翻訳: |
| ---------------------------------------------------------- | --- | --- | --- |
| ၶိူဝ်းႁဝ်းၶိူဝ်းရႃႇၸႃႇ ၸွမ်ပိဝ်သမ်ႉၸၼ်ႇတႃႇ လိူၼ်ၶမ်းၸဝ်ႈၸၵ်ႉၵျႃႇ ၸၢတ်ႈႁဝ်းမီးတေႇၸႃႇ ၽွမ်ႉပဵင်းၸႂ်ဝႃႇၸႃႇ သူၵဝ်ႁဝ်းပဵၼ်ၽူႈမီးၸႂ်သၸ်ၸႃႇ | /kʰə˥ haw˥ kʰə˥ raː˩ tsaː˩/ /tsɔm˧˥ piw˧˥ sʰa̰m˥˩ tsan˩ taː˩/ /lən˧˥ kʰam˥ tsaw˧ tsa̰k˥˧ kjaː˩/ /tsaːt˧ haw˥ mi˥ te˩ tsaː˩/ /pʰɔ̰m˥˩ peŋ˥ tsaɨ˧˥ waː˩ tsaː˩/ /sʰu˧˥ kaw˧˥ haw˥ pen˧˥ fu˧ mi˥ tsaɨ˧˥ sʰat˧˥ tsaː˩/ | The Tai are the race of the King. The Tai national flag resembles the moon. The national flag is formed with three seams. The moon in the universe brings peacefulness. And lights up in the darkness. Our nation is courageous. We are united. We are truthful, and honest. | 我らは王の民族なり 我らの旗は三色を成し、月を戴く 空の月は平和をもたらし、闇を照らす 我が民族は勇敢なり 我らは団結す 我らは誠実にして実直なり |

## 交通

### 空港

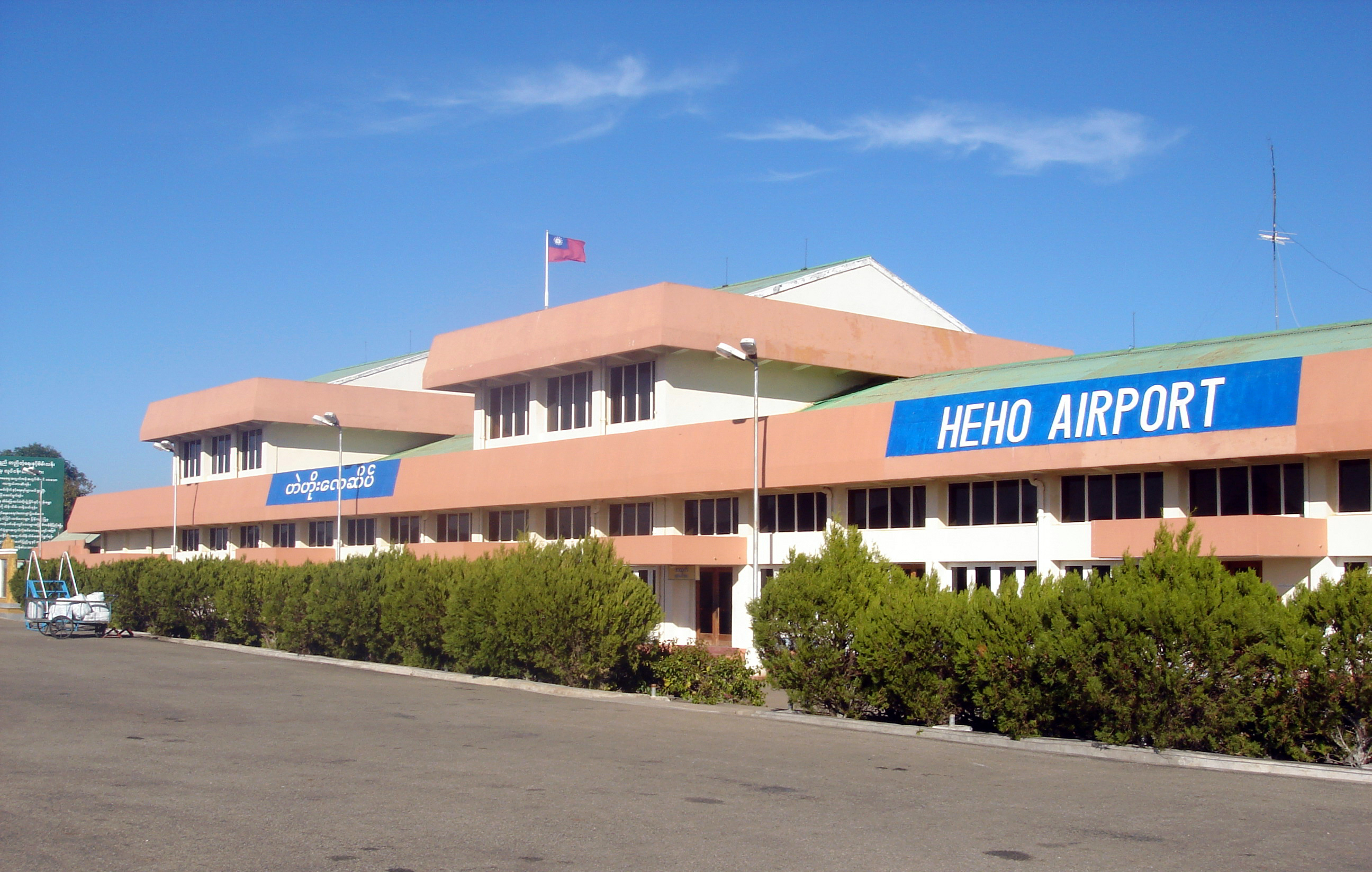
ヘーホー空港

- ヘーホー空港（英語版）
- ラーショー空港（英語版）
- タチレク空港（英語版）
- チャイントン空港（英語版）
- モーメイ空港
- モントン空港
- モンサッ空港
- ナムサン空港
- ナムトゥ空港

### 道路
- 国道3号線 (ミャンマー)（英語版）（アジアハイウェイ14号線の一部、マンダレーとムセを結ぶ）
- 国道4号線 (ミャンマー)（英語版）（アジアハイウェイ2号線の一部、メイッティーラとタチレクを結ぶ）
- 国道5号線 (ミャンマー)（英語版）（タウングーとホーポン（英語版）を結ぶ）
- チャイントン-モンラー道路（アジアハイウェイ3号線の一部）

## 住民

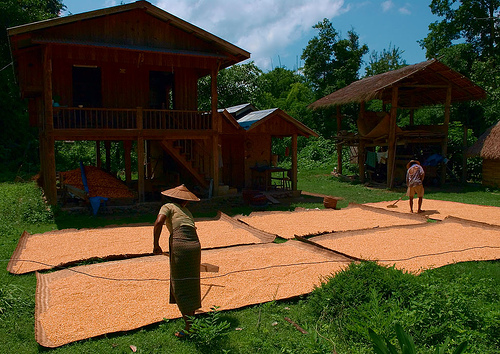
シポーの家屋

シャン州の住民は、シャン族（タイ族）、パオ族、インダー族、ラフ族、リス族、タウンヨー族、ダヌ族族、パラウン族、アカ族、カチン族（ジンポー族）の十大民族に分けられる。
渓谷と高原にはシャン族が居住しており、言語と習慣においてタイ族、シャム族、ラーオ族に似る。シャン族は仏教徒が多く、主に農業に従事している。シャン族居住地の中では、ビルマ族、漢族、カレン族が居住する。丘陵地帯にはさまざまな民族が住んでおり、特にワ族は北部、中緬国境沿いに多い。パラウン族はシャン州北部、中緬国境沿いのナムカム、ムセ、ナムパカ、クカイ、ラーショー、シャン州中部のナムサン、チャウメー、シポーの町に多い。パラウン族の一部は、シャン州南部のカロー郡区にも居住する。
リス族は北シャン州のモンミッ、シポー、チャウメー、ナムサン、ナムパカ、クカイ、ナムトゥ、ラーショー、ホーパン、タンヤンやコーカン地域に多い。また、南シャン州のタウンジー、ペコン、ホーポン、モンポン、ロイレム、ライカ、ナムサン、モンナイ、モンパン、モントンにもリス族が多く居住している。ジンポー族は、シャン州北部の中緬国境沿い、ナムカム、ムセ、ナムパカ、センウィー、クカイ、チャイントン、ラーショーに多く居住する。シャン州のジンポー族は20万人以上と推定されている。
カローのような丘陵地帯やタウンジーには植民地時代からの名残でイギリス系ビルマ人が居住するが、人口が減少している。

### 宗教
シャン州の宗教 (2015)
 2014年ミャンマー国勢調査によると、仏教徒はシャン州の人口の81.7%を占め、最大の宗教コミュニティを形成している。少数派の宗教コミュニティには、キリスト教徒(9.8%)、イスラム教徒(1%)、ヒンドゥー教徒(0.1%)、アニミスト(6.6%)が含まれる。 人口の0.9%は、その他、無宗教あるいは無回答である。
ミャンマー国家サンガ委員会の2016年の統計によると、シャン州には77,513人の僧侶が登録されており、ミャンマーのサンガ会員総数の14.5％を占めている。サンガには沙弥と比丘の両方が含まれる。シャン州にはミャンマー最大の沙弥コミュニティがある。
僧侶の大半はトゥダンマ派（97％）に属し、次いでシュエジン派（2.9％）、残りの僧侶は他の小さな派閥に属している。シャン州には3,814人のティラシンが登録されており、これはミャンマーのティラシンコミュニティ全体の6.3%を占めている。

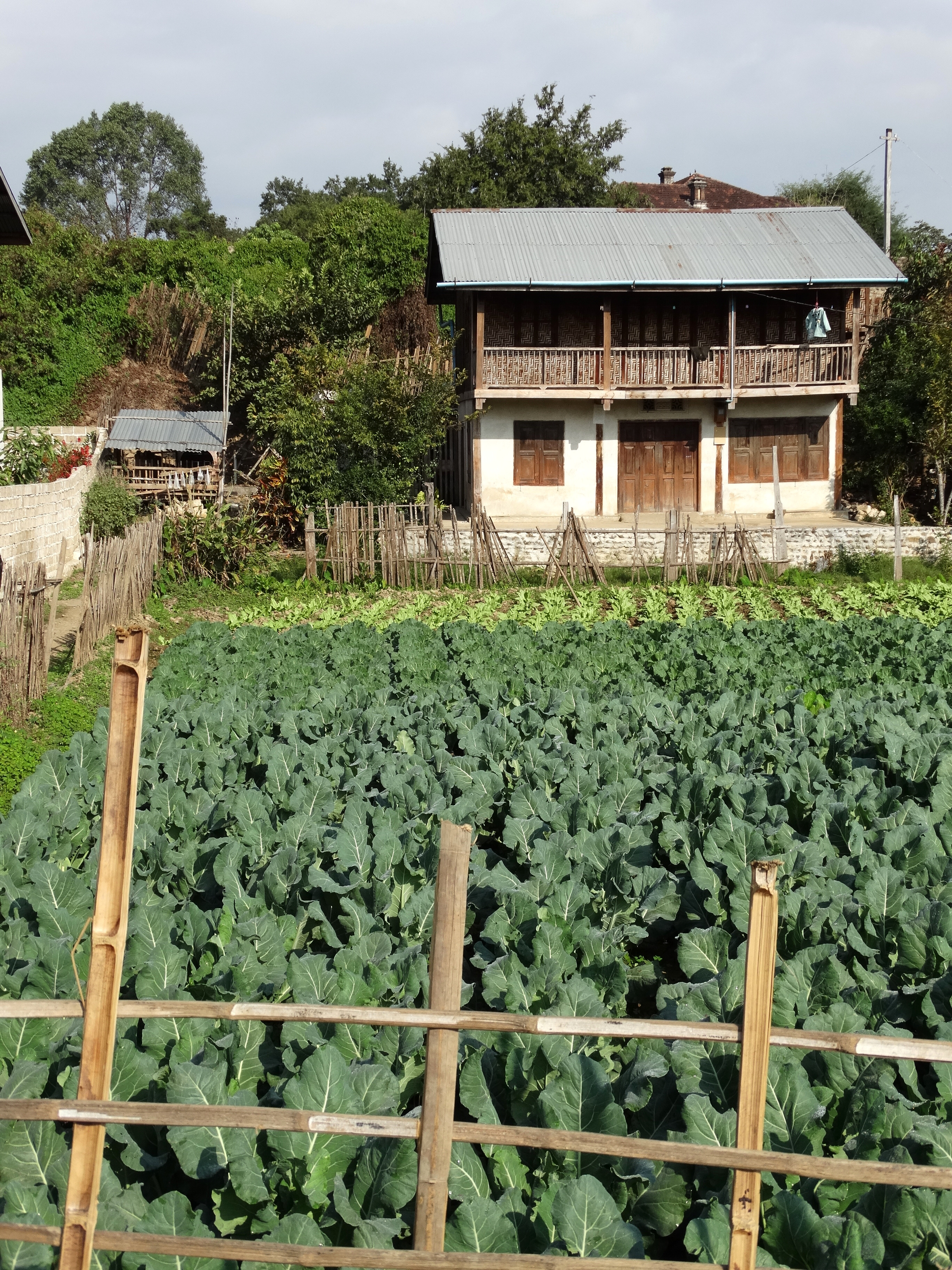
シポー郊外の農村地帯

## 武装勢力の活動
- 2021年3月、クーデターに反対するデモが発生して弾圧が激化。州内に展開する3つの武装勢力（タアン民族解放軍（TNLA）、アラカン軍（AA）、ミャンマー民族民主同盟軍（MNDAA））が報復を警告する共同声明を発表[10]。
- 2023年10月、国軍と3つの武装勢力（TNLA、AA、MNDAA）が武力衝突。武装勢力側が軍の拠点や中国へ通じる主要道路を占拠した[11]。